# Chlorospingus inornatus
Clorospingo-do-pirre ou saíra-do-pirre (Chlorospingus inornatus) é uma espécie de ave da família Thraupidae.
É endémica do Panamá.
Os seus habitats naturais são: regiões subtropicais ou tropicais húmidas de alta altitude.